# ¡Jettatore!
¡Jettatore! (in Spagna Mala sombra) è una commedia teatrale del drammaturgo argentino Gregorio de Laferrère, messa in scena per la prima volta il 30 maggio 1904 dalla compagnia Podestá. Nel corso degli anni è stata rappresentata da varie compagnie in molteplici occasioni, tanto in teatro quanto in televisione, e nel 1938 fu adattata per il cinema nel film omonimo diretto da Luis Bayón Herrera.

## Storia
Opera prima di Laferrère, fino a quel momento solo dilettante, secondo l'autore stesso fu scritta per celia e senza pensare a una sua possibile rappresentazione. Un giorno, sempre per scherzo, la lesse a un amico che lo sollecitò a inviarla al Teatro de la Comedia dove recitava la compagnia di Gerónimo Podestá; Laferrère lo fece senza qualificarsi come l'autore. L'opera fu rifiutata come «non rappresentabile». Allora un altro amico la fece pervenire al critico teatrale Joaquín de Vedia, che dopo averla letta, ancora lasciando l'autore anonimo, chiese di leggerla a Enrique García Velloso commentando che si trattava di una pièce molto buffa e che «correggendo qualche difetto tecnico e tagliando alcune scene ripetute farebbe ridere». La commedia entusiasmò anche García Velloso, ma questi vi trovò errori tecnici. Fu a quel punto che de Vedia rivelò il nome dell'autore, tagliò scene, aggiustò dialoghi e ottenne unità di tempo luogo e azione, sviluppando la trama in tre atti. Stavolta l'opera fu accettata e messa in scena dalla compagnia. Il debutto fu un evento sociale che vide la partecipazione del presidente Julio Argentino Roca e inoltre di un pubblico non solito ad assistere alle performance di compagnie nazionali.

## Critica
¡Jettatore! è stata descritta dal critico e ricercatore Luis Ordaz come un vaudeville dal tema ingenuo, ma sviluppato con mano esperta e debordante di humor satirico, senza mai cadute nel macchiettistico. È una satira della superstizione che attribuisce funeste influenze magnetiche ad alcuni individui (iettatura), molto diffusa nei circoli dei dintorni di Buenos Aires. Laferrère aveva letto un racconto analogo di Théophile Gautier, Jettatura, citato nella seconda scena da un protagonista. Tuttavia «trasse quasi ogni elemento pittoresco dalla realtà del[l'ambiente argentino]».

## Adattamenti
Nel 1938 dalla commedia è stato tratto il film argentino Jettatore, scritto e diretto da Luis Bayón Herrera.